# Elbert (Texas)
Pour les articles homonymes, voir Elbert.
Elbert est une census-designated place située dans le comté de Throckmorton, dans l’État du Texas, aux États-Unis. Sa population s’élevait à 30 habitants lors du recensement de 2010.